# 아돌프 히틀러의 그림

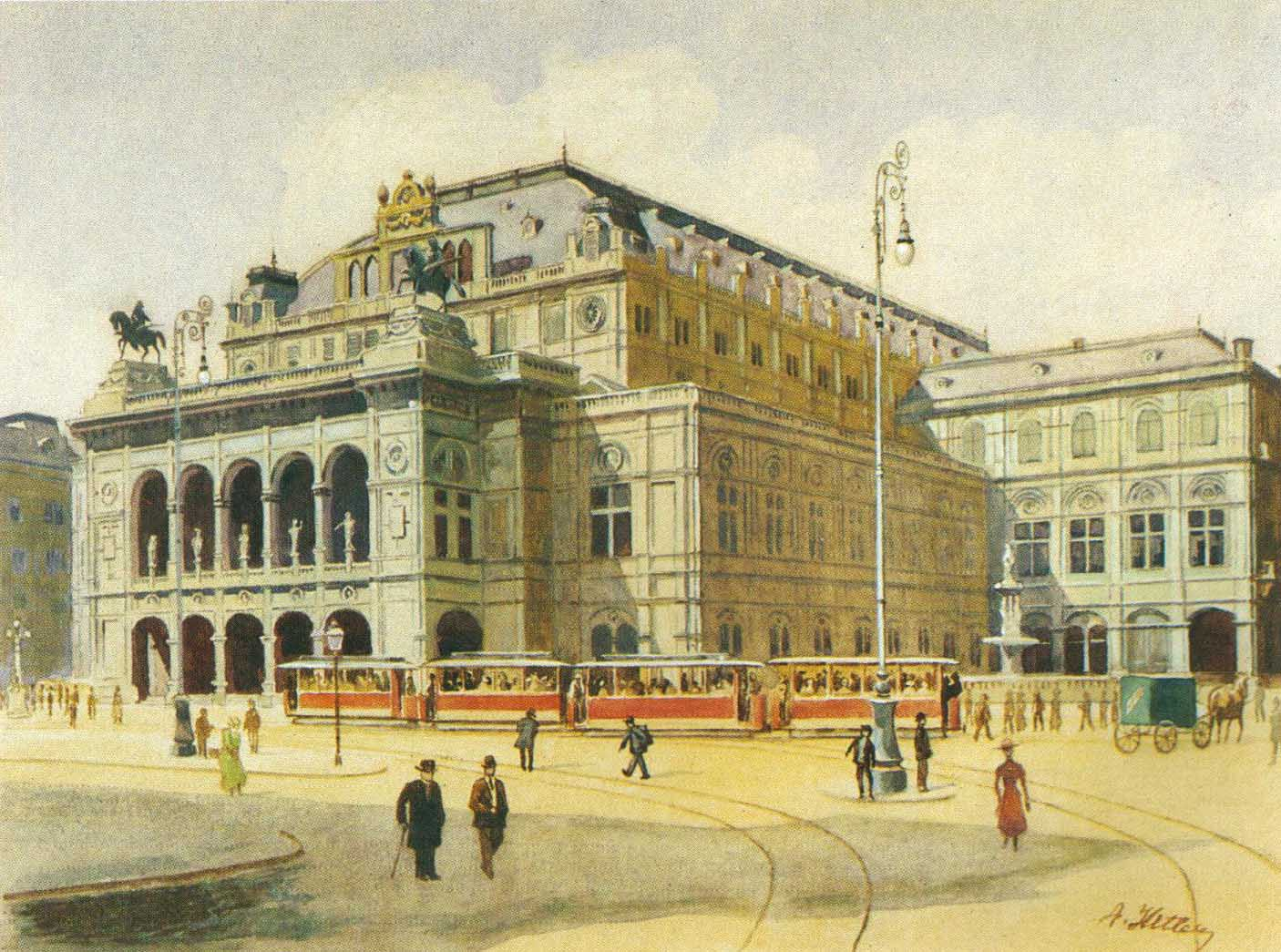
1912년 히틀러가 그린 빈 국립 오페라 극장의 모습.

1933년부터 1945년 자살할 때까지 나치 독일의 독재자였던 아돌프 히틀러는 화가이기도 했다. 빈에서 히틀러가 지낸 1908년부터 1913년까지 전문 예술가로서 생계를 유지했고 수백 개의 작품을 제작했지만 상업적으로 성공하지는 못했다. 그의 그림 중 일부는 제2차 세계 대전 이후 수만 달러에 경매에서 판매되었으며, 다른 일부 그림들은 미국 육군에 압수되어 미국 연방 정부가 소유하고 있다.

## 스타일과 영향
히틀러가 그리기 선호했던 주제는 건축이었으며, "전통적인 스타일의 혼합물"을 사용하여 이를 표현했다. 히틀러의 그림은 더 발전하는 대신, 주로 19세기 다른 예술가의 작품을 모방했고 그리스-로마 고전주의, 이탈리아 르네상스, 신고전주의 등에서 영감을 얻었다. 히틀러는 예술이 보여주는 기술적 능력과 이해할 수 있는 상징적인 것들을 좋아했다.

## 연대

### 예술적 욕구
히틀러는 1925년 자서전인 《나의 투쟁》에서 젊은 시절에 전문 예술인이 되고 싶었지만 빈 미술 아카데미의 입학 시험에서 떨어져 꿈이 산산조각 났다고 표현했다. 히틀러는 1907년과 1908년 두 번이나 아카데미에서 탈락했다. 첫 번째 시험에서 히틀러는 지정된 상징적이거나 성경적인 장면 두 개를 3시간씩 두 차례에 걸쳐 그리는 예비 시험에 합격했다. 두 번째 시험에서 심사위원에게 미리 준비한 포트폴리오를 제공하는 것이었는데, 히틀러의 작품은 머리를 너무 작게 표현했다는 지적을 받았다. 아카데미는 히틀러가 그림보다 건축에 더 재능이 있다고 판단했으며, 그의 상황을 이해하고 히틀러가 재능이 있다고 생각한 심사위원 한 명이 아카데미 건축학부에 지원하라고 제안했다. 그러나 그러려면 중퇴했고 다시 돌아가고 싶지 않았던 중등학교 과정을 이수해야 했기 때문에 히틀러는 거절했다. 이후 히틀러는 화가가 되었고 건축은 하지 않았지만, 그림을 "단순한 생계형 작업"으로 여기게 되었고 건축을 자신의 진정한 사명이라고 생각하기 시작했다.
제2차 세계 대전이 발발하기 한 달 전인 1939년 8월, 《영국 전쟁 청서》에 실린 내용에 따르면, 히틀러는 영국 대사 네빌 헨더슨에게 "저는 정치인이 아니라 예술가입니다. 폴란드 문제가 해결된다면 예술가로서 삶을 마감하고 싶습니다"라고 말했다.

### 빈 시기
1908년부터 1913년까지 히틀러는 전문 예술가로서 빈약한 생계를 유지했다. 히틀러는 21세의 나이인 1910년 첫 자화상을 그렸고, 이 그림은 1945년 독일 에센에서 미국 육군 상사 윌리 J. 맥케나에 의해 발견되었다.

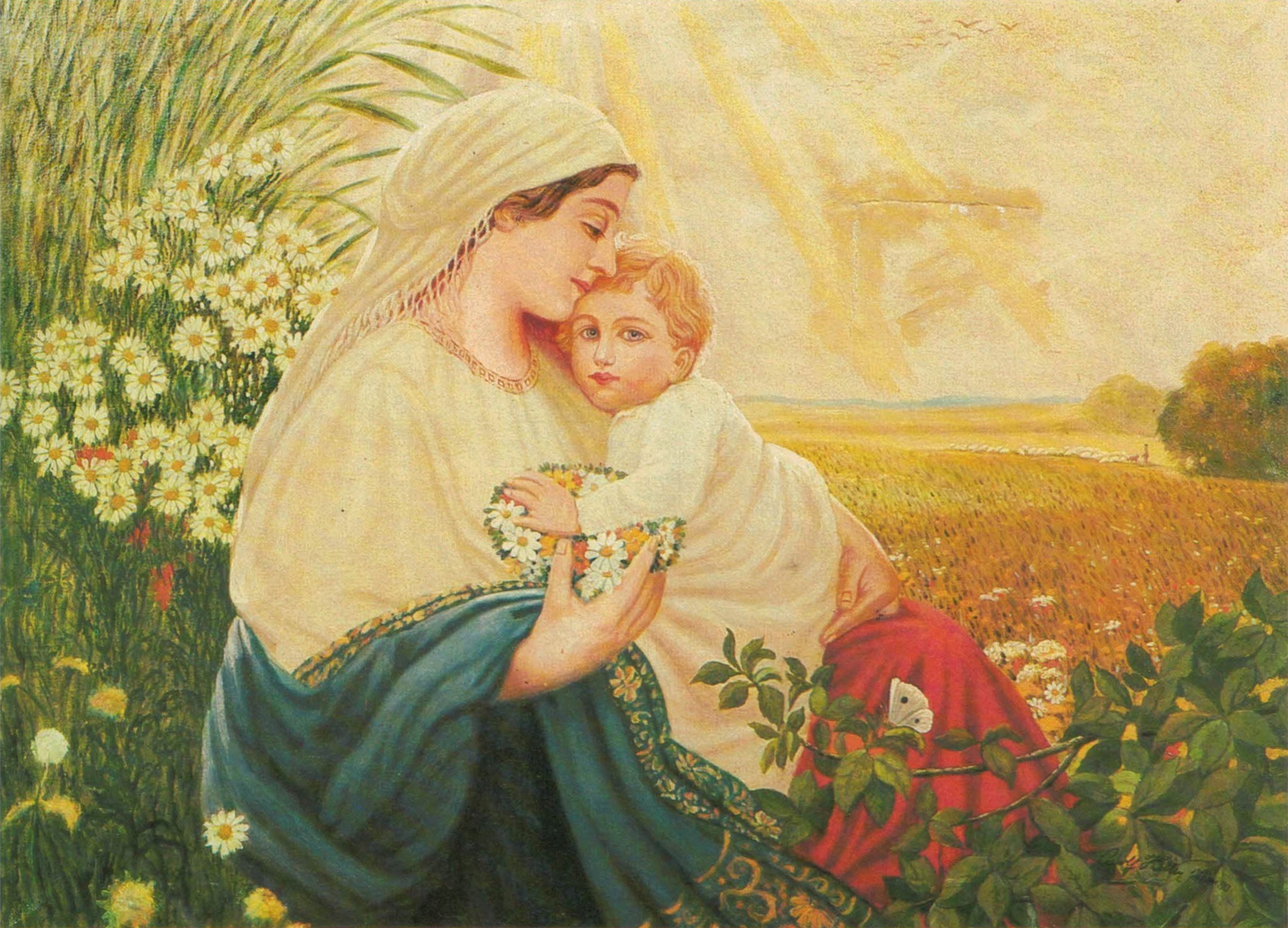
캔버스에 유화, 《성모 마리아와 성자 예수 그리스도》, 1913년

오스트리아 사업가이자 젊은 히틀러의 빈 시절 사업 파트너였던 사무엘 모겐스턴은 히틀러의 그림 중 많은 것을 구매했다. 모겐스턴은 히틀러가 1910년대 초인 1911년이나 1912년 처음 자신의 유리 가게에 찾아와 자신의 그림 3개를 주었다고 말했다. 모겐슈턴은 고객에 대한 자세한 기록을 보관했고, 이를 통해 히틀러의 그림을 구매한 사람들을 찾을 수 있었으며, 구매자의 대부분이 유대인이었던 것으로 밝혀졌다. 모겐슈턴에게 중요한 고객이었던 요제프 핑골트라는 변호사는 히틀러가 그린 빈의 옛 그림을 구매했다.

## 갤러리

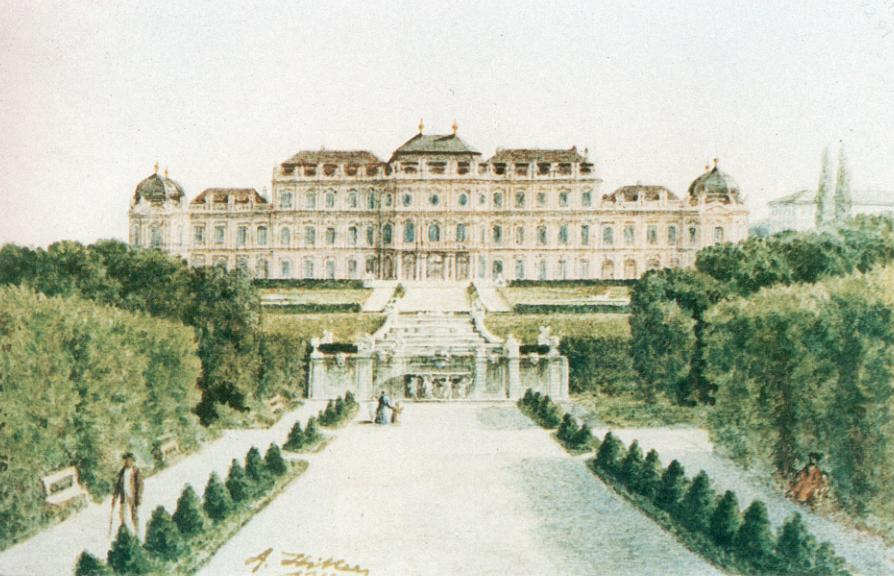
《벨베데레궁》
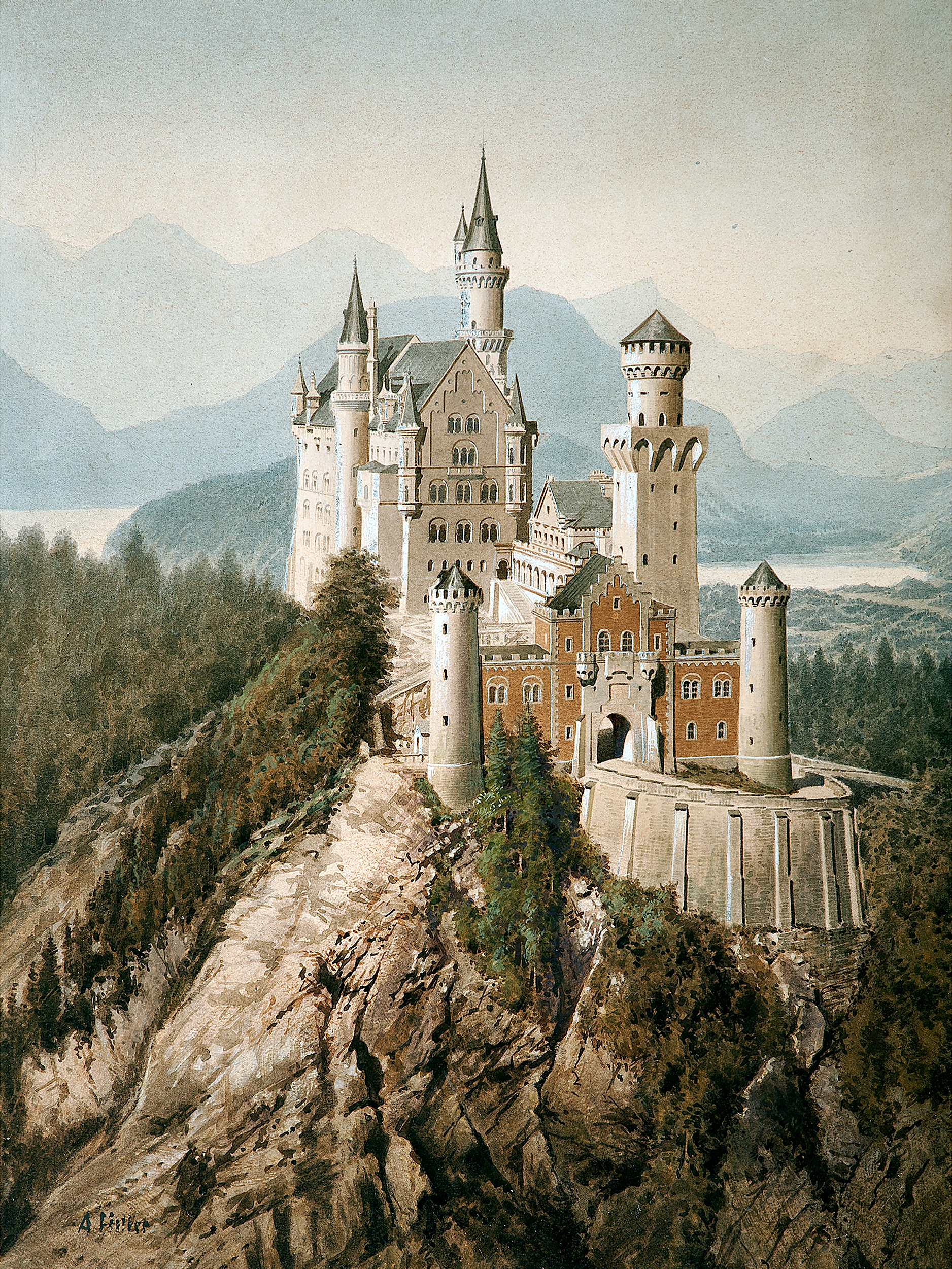
《노이슈반슈타인성》
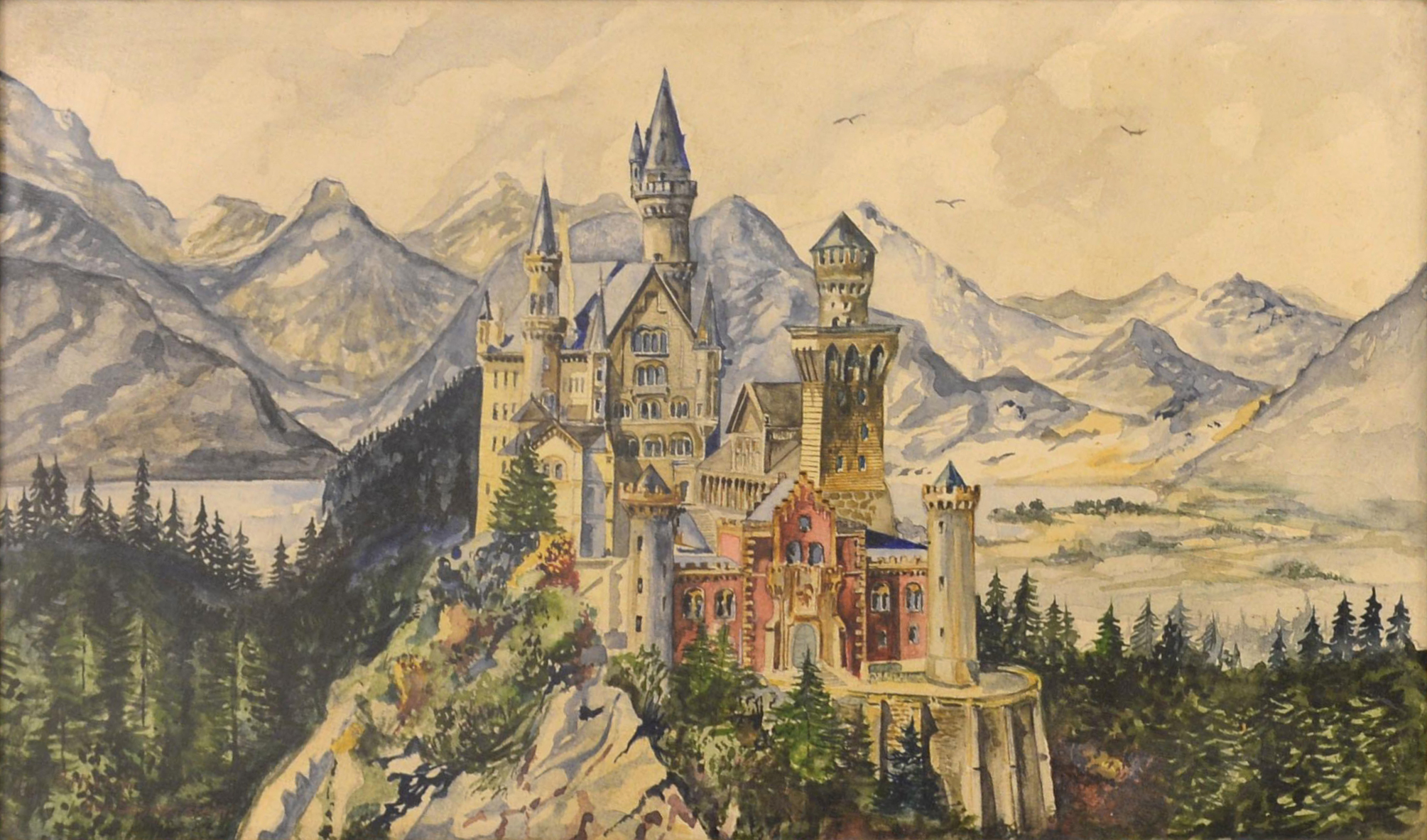
다른 버전의 《노이슈반슈타인성》
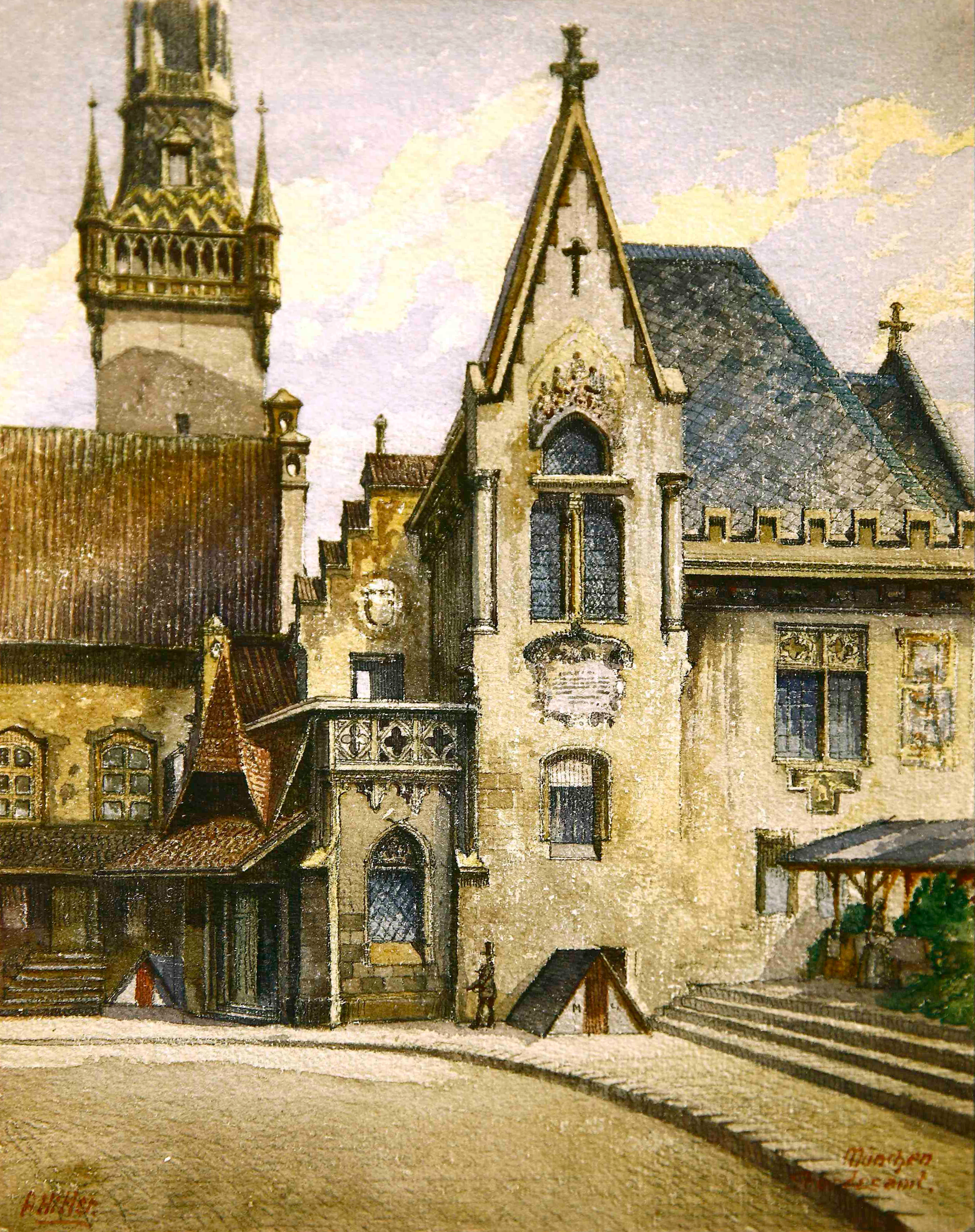
《뮌헨 타운 홀》
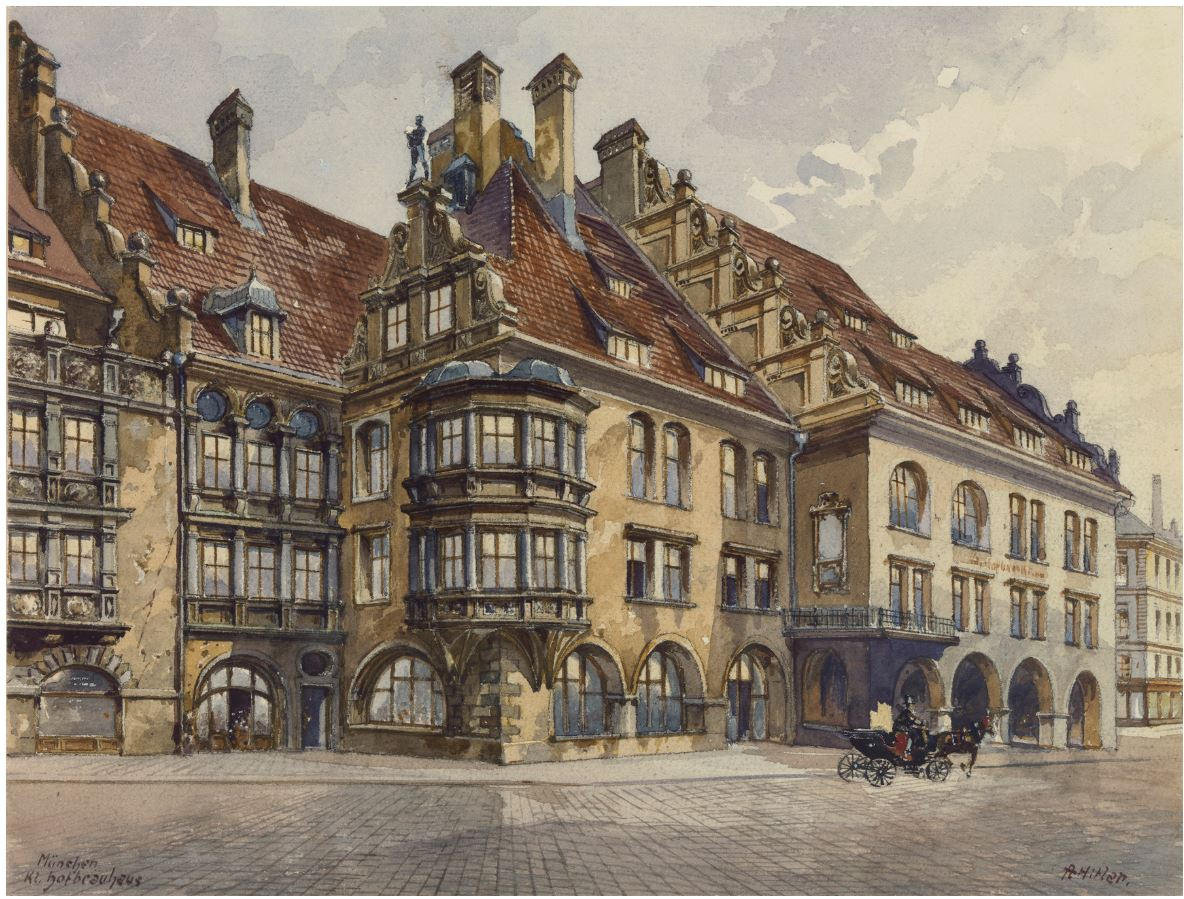
《호프브로이하우스 암 플라츨》
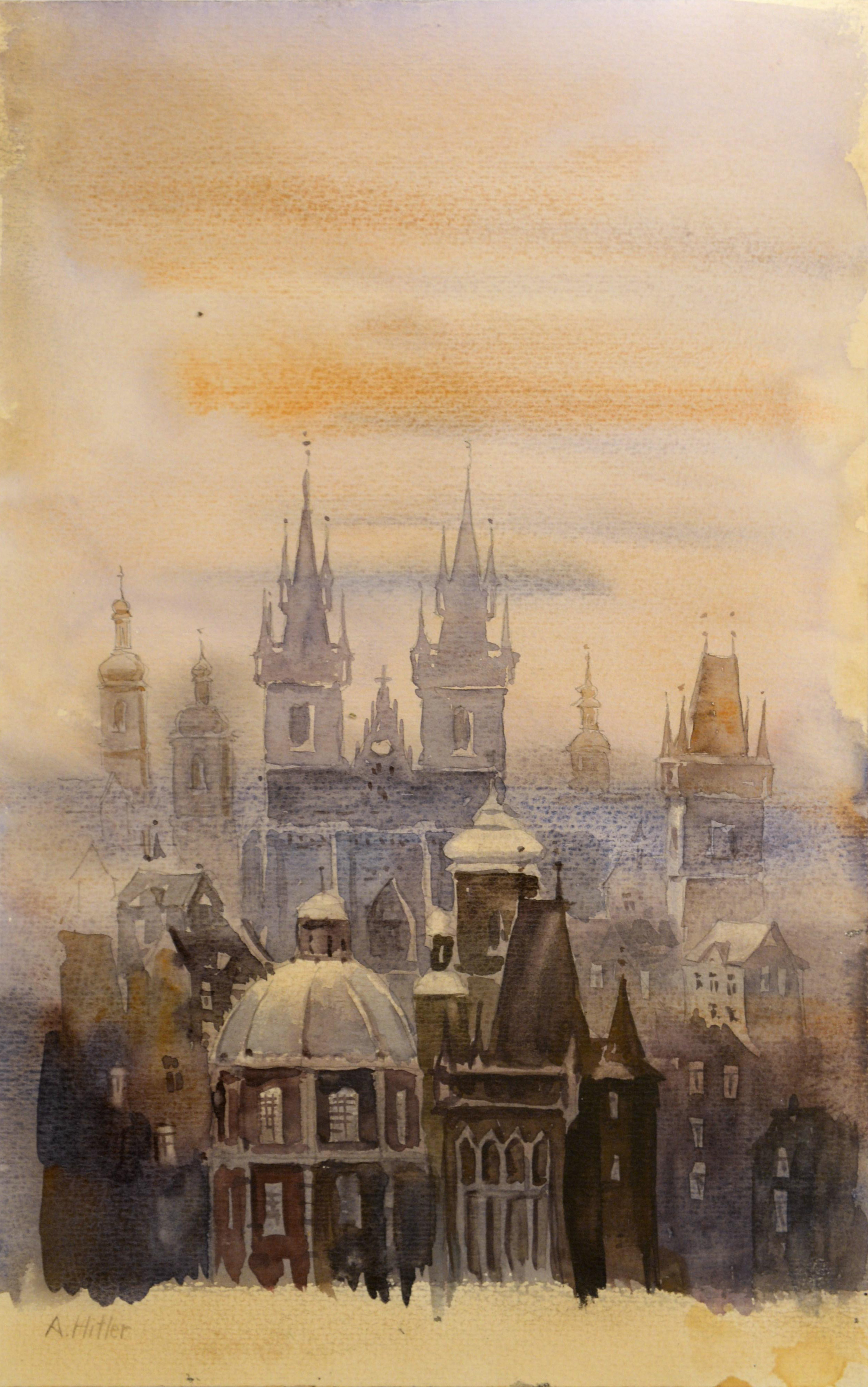
《안개 속의 프라하》
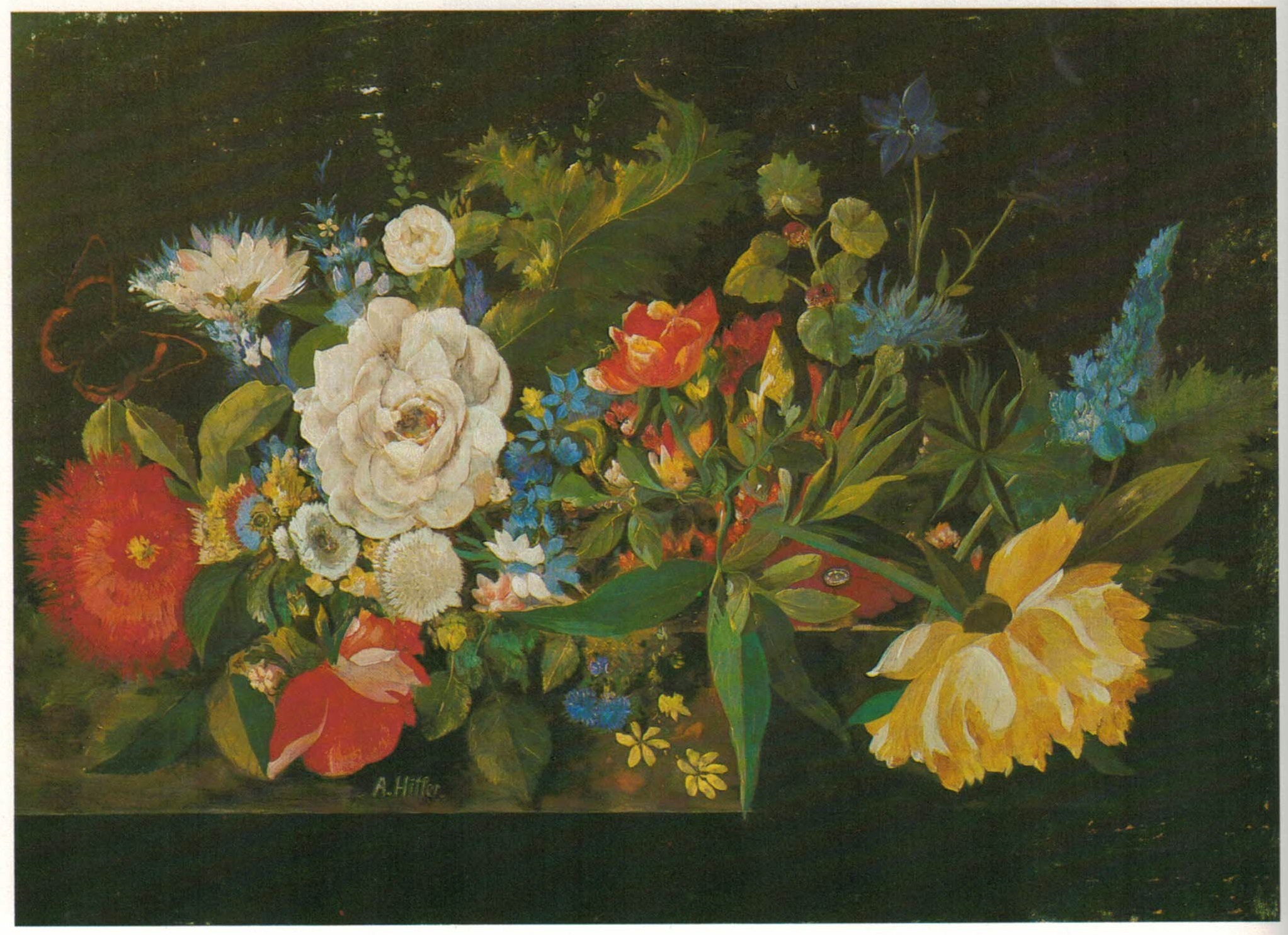
《블루멘-아랑게멘트》
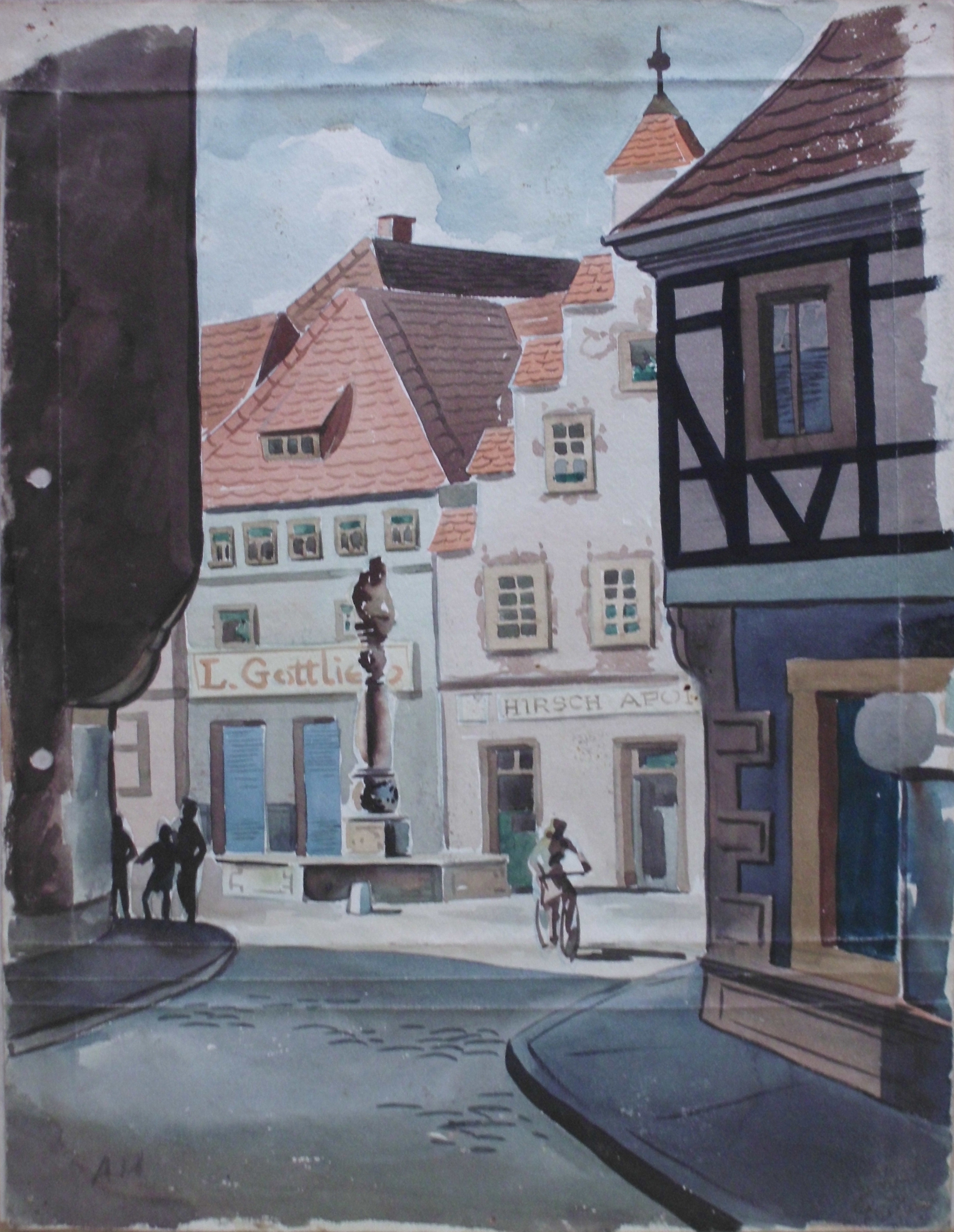
《마을과 좁은 거리》
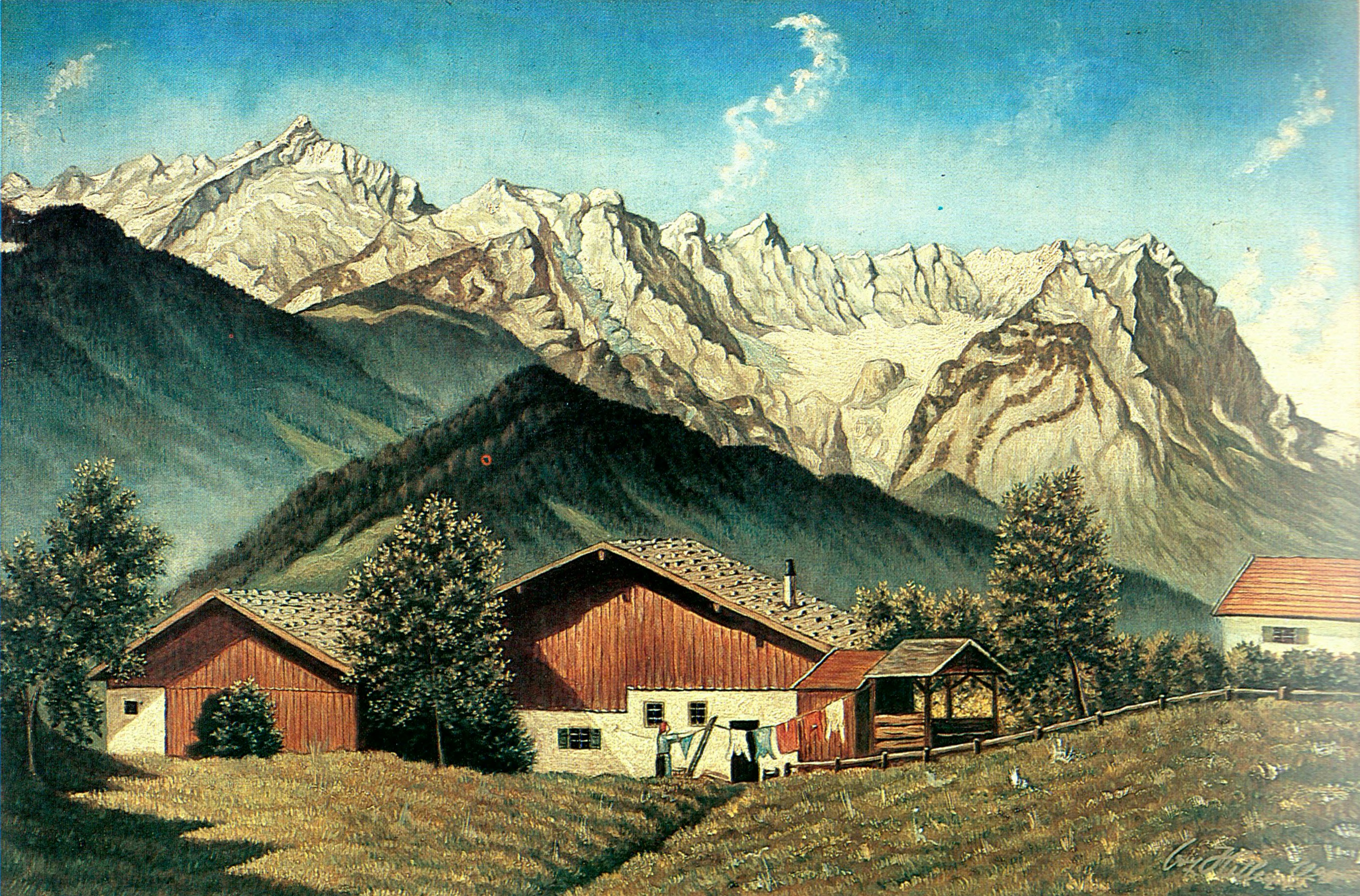
《알펜호프》
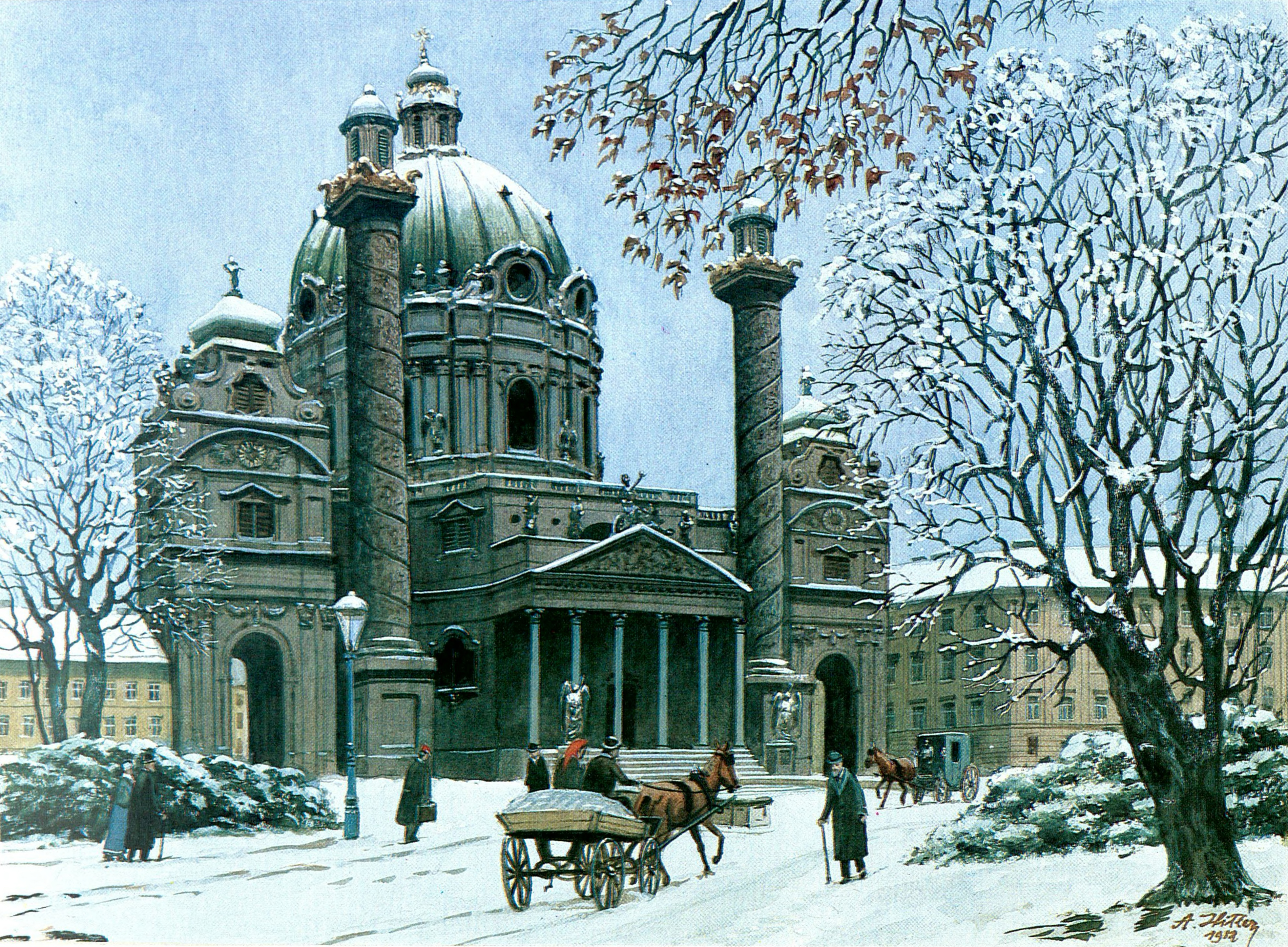
《카를 성당의 겨울》
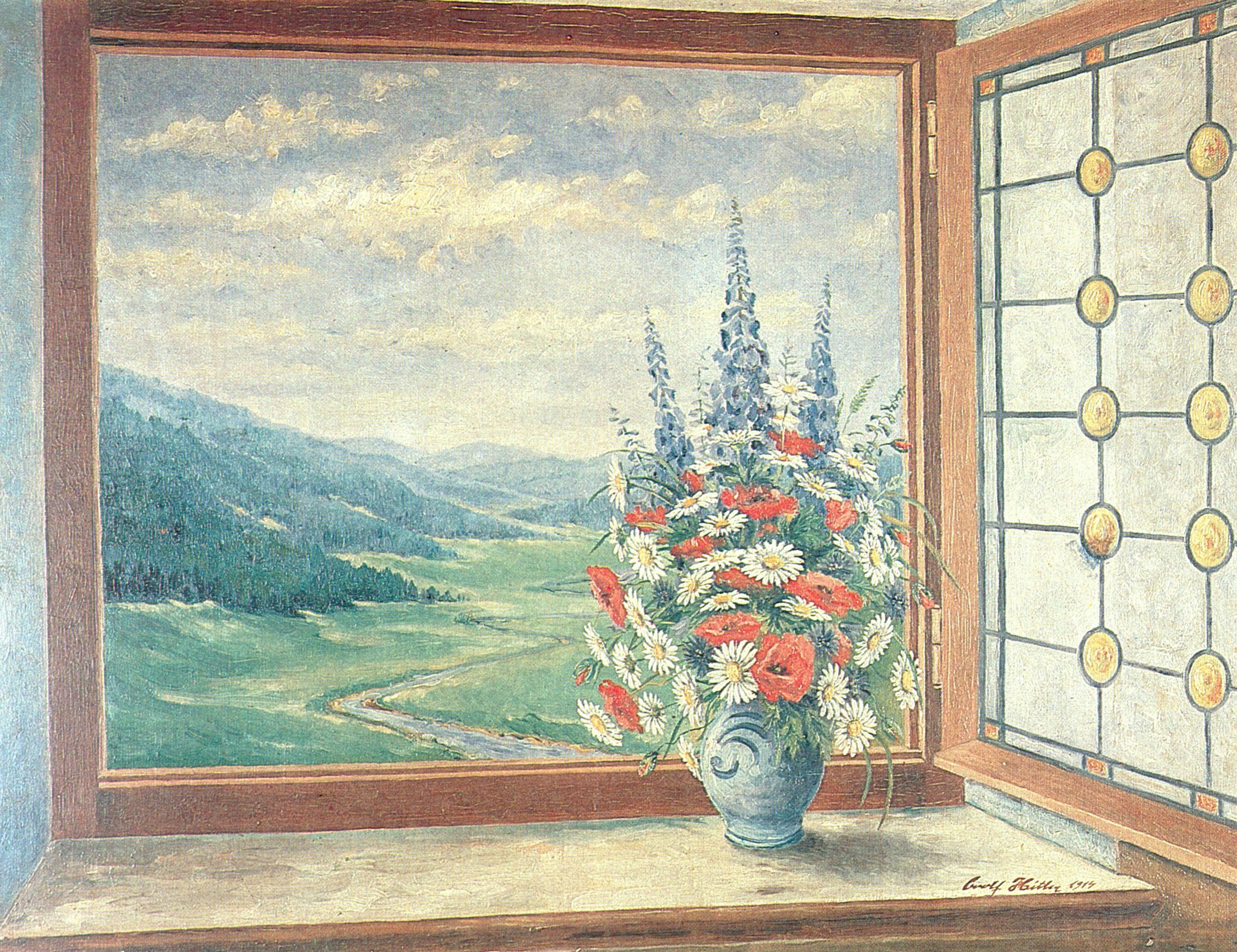
《프륄링스트라우스 임 펜슈터,》
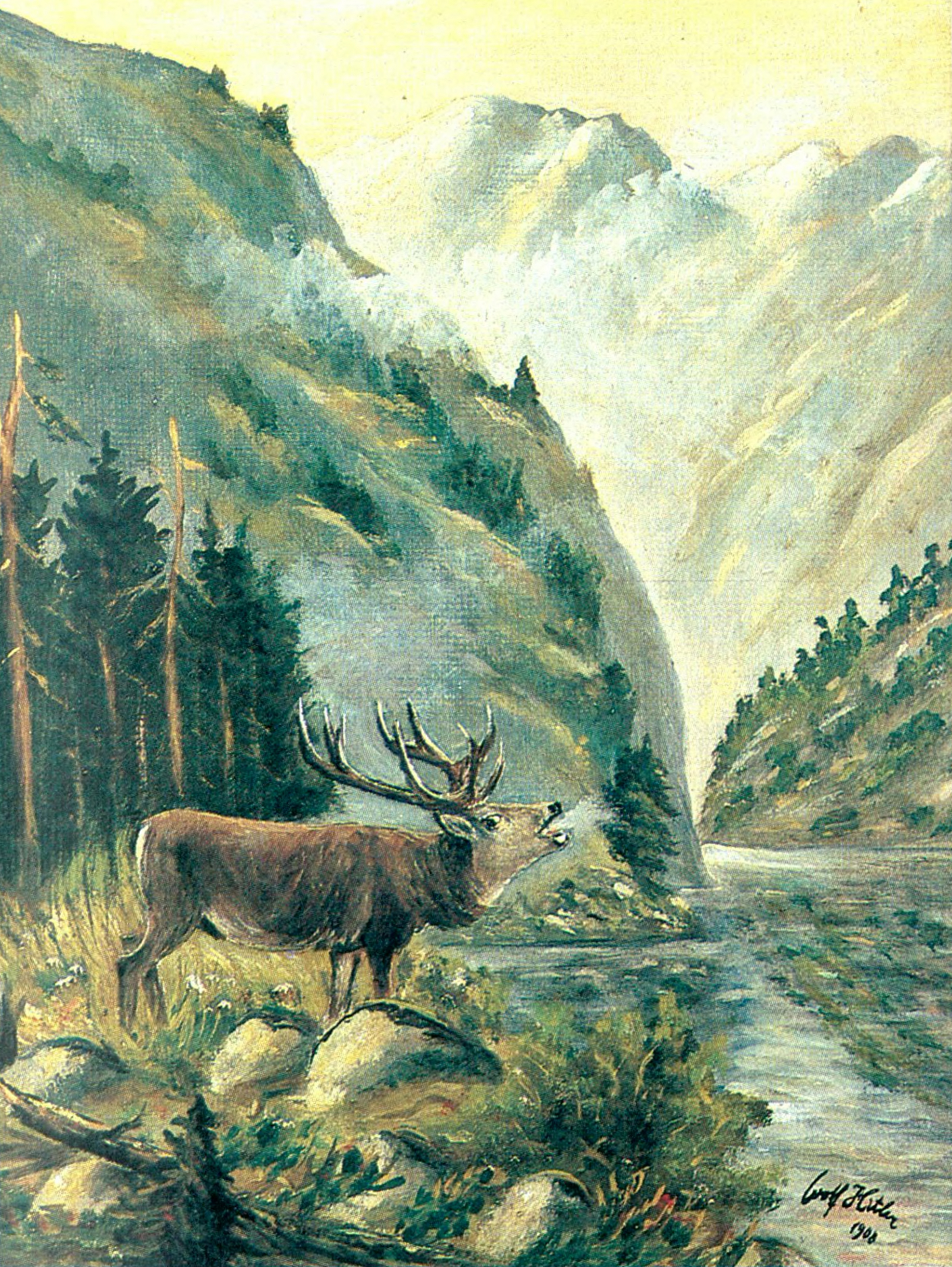
《모르겐 암 베르크제》
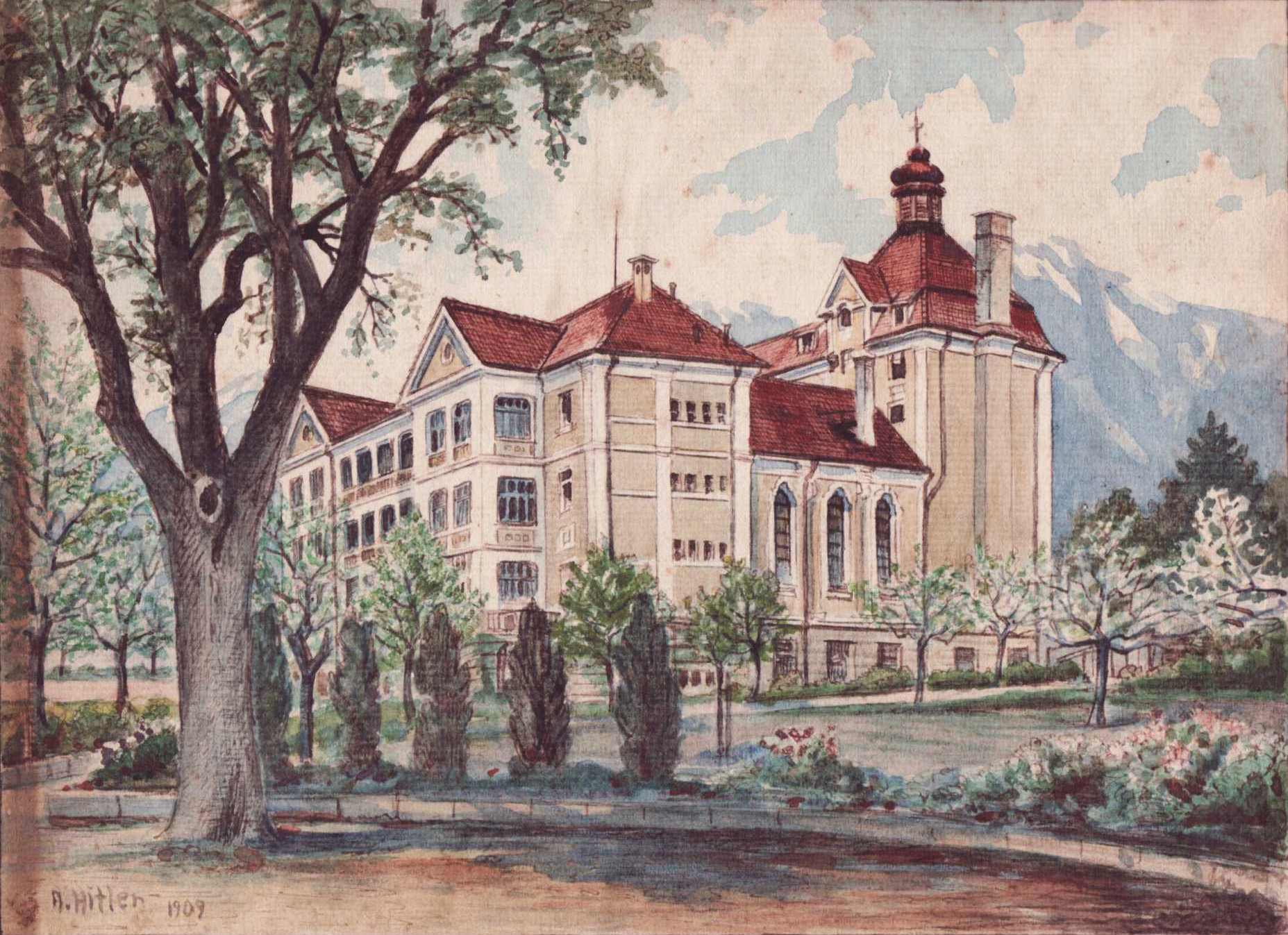
《나무가 우거진 오래된 건물》
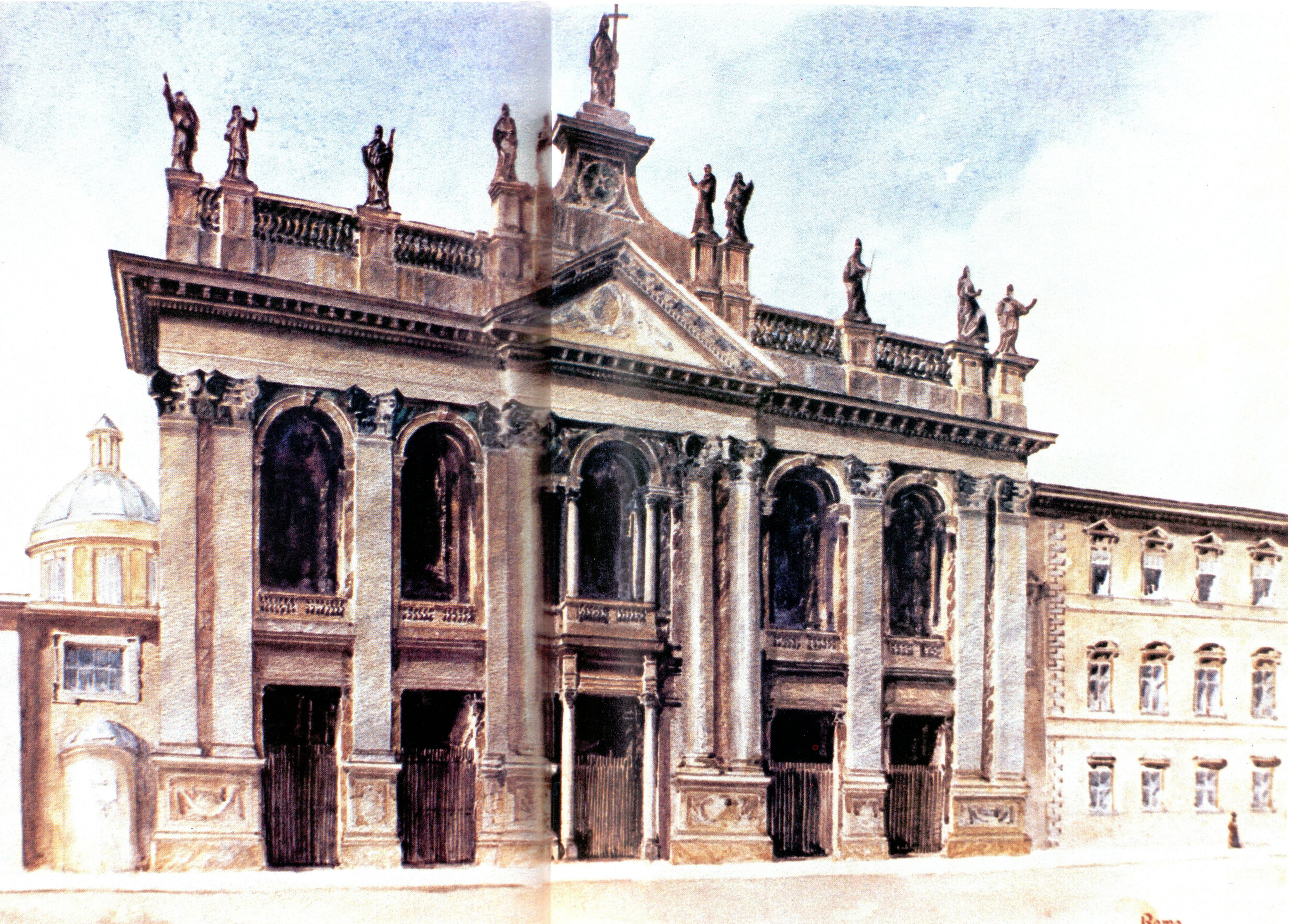
《라테라노의 로마. S. 조반니》
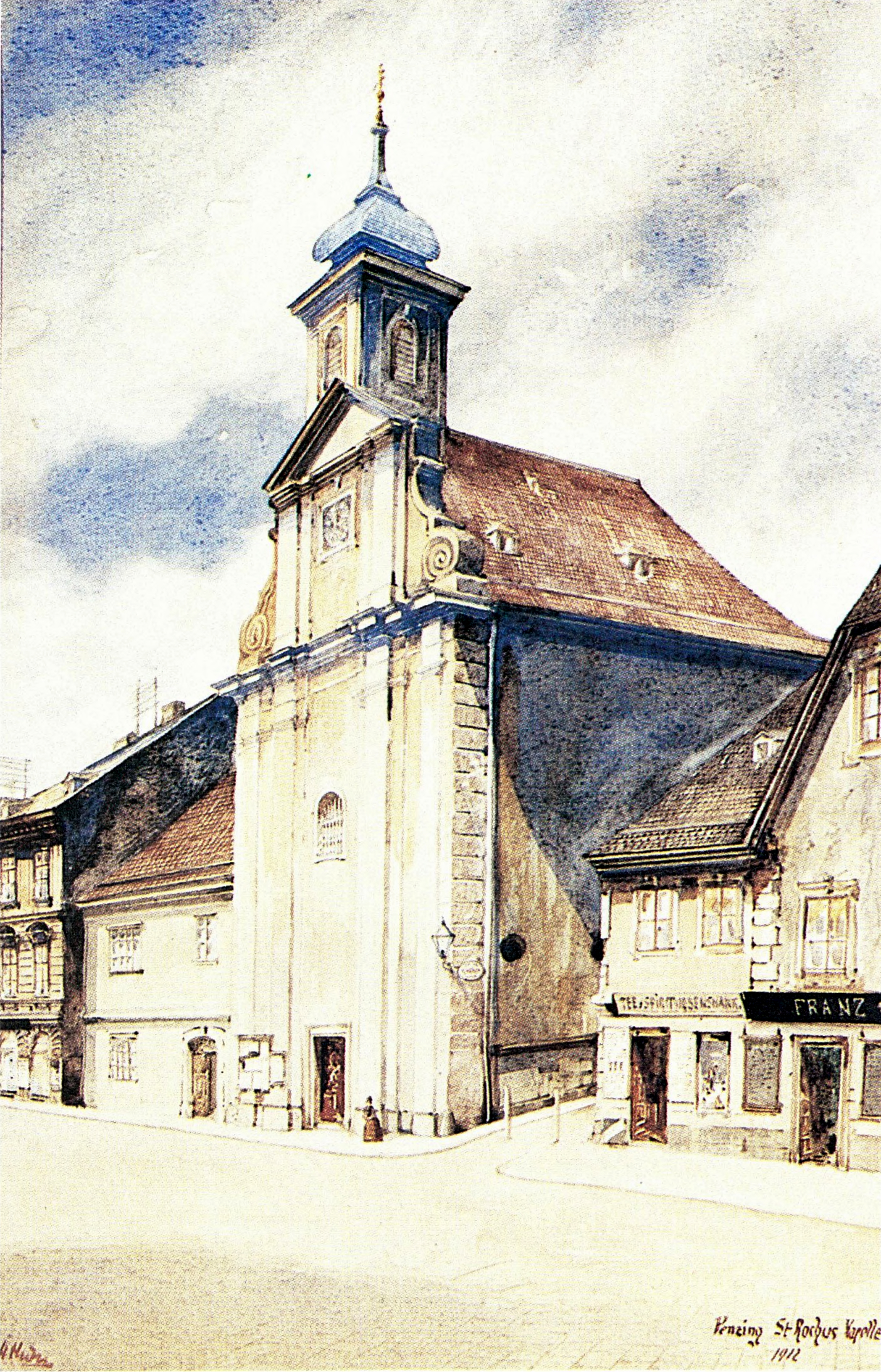
《펜징 - 세인트 로쿠스 예배당》
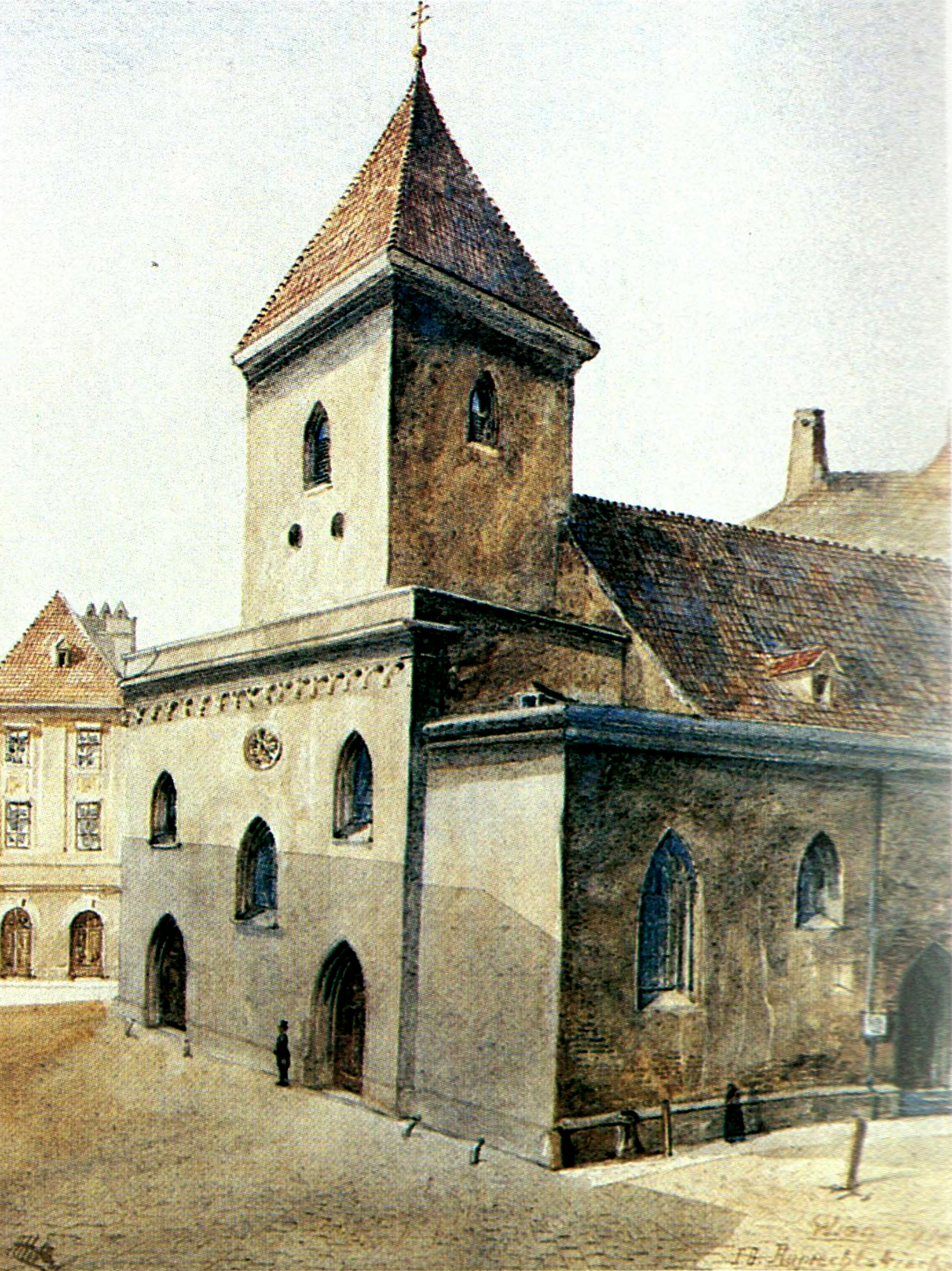
《루프레히츠키르헤》
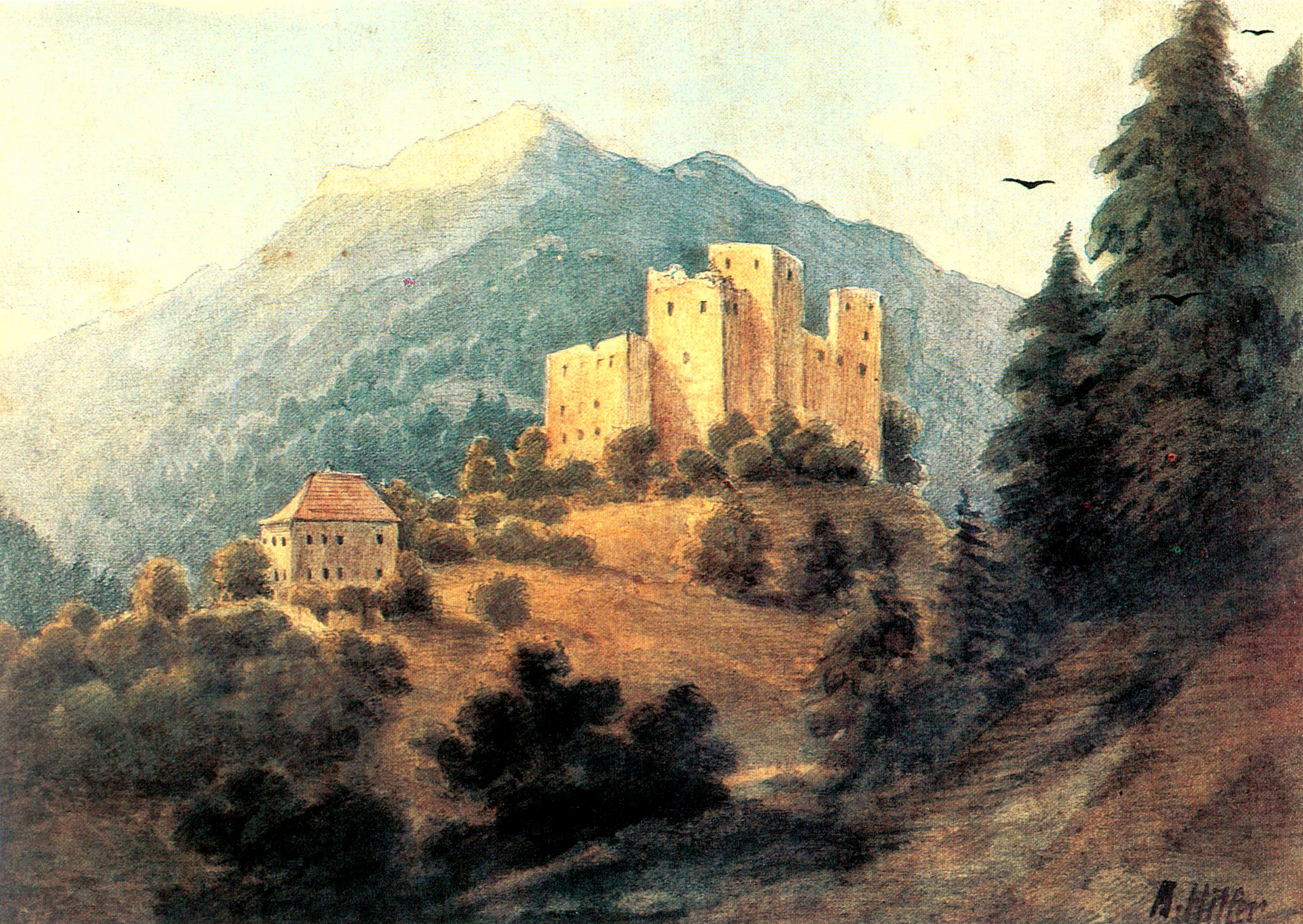
《호에 부르크》
《헌츠맨에게 작별 인사》
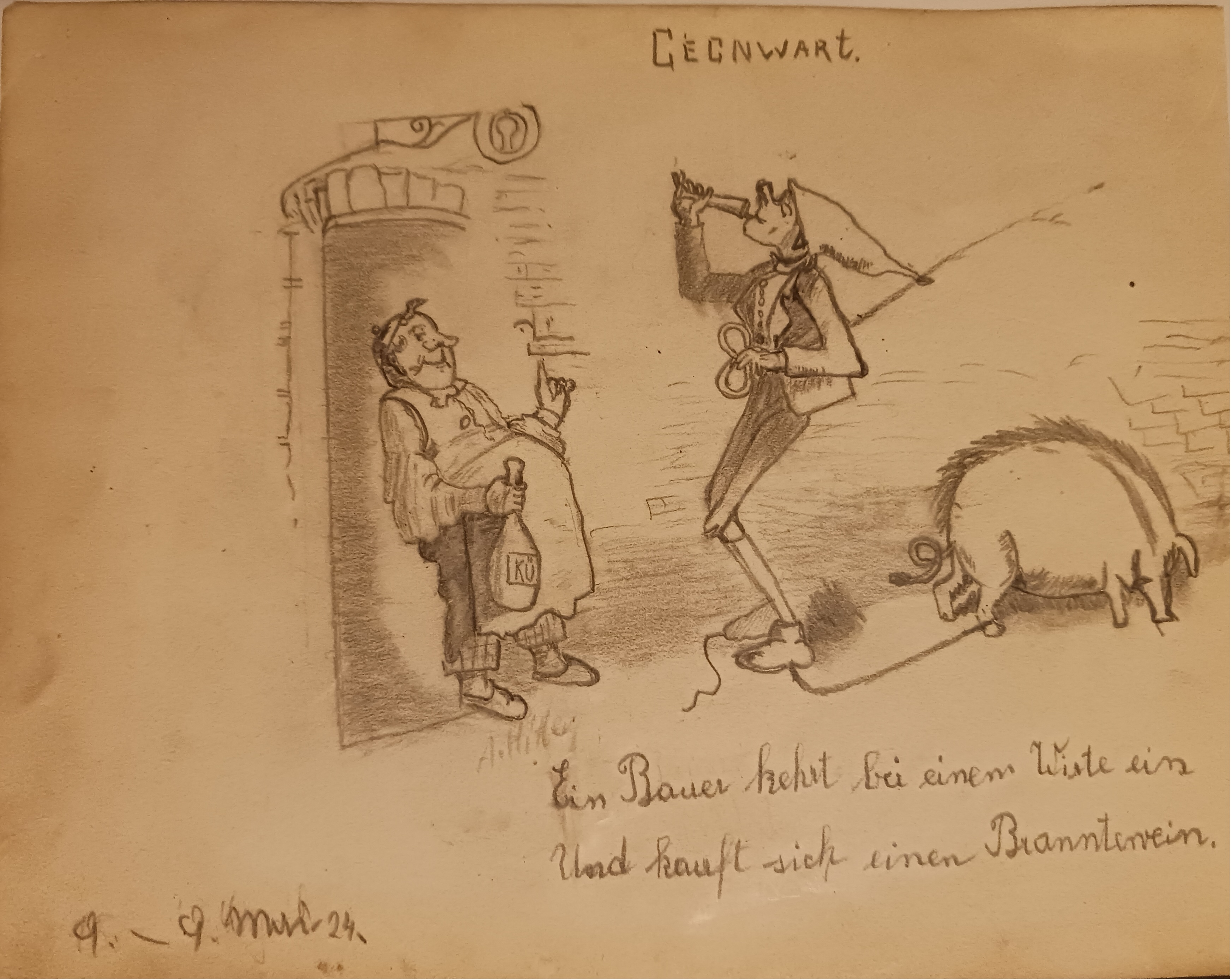
연필로 그린 히틀러의 그림
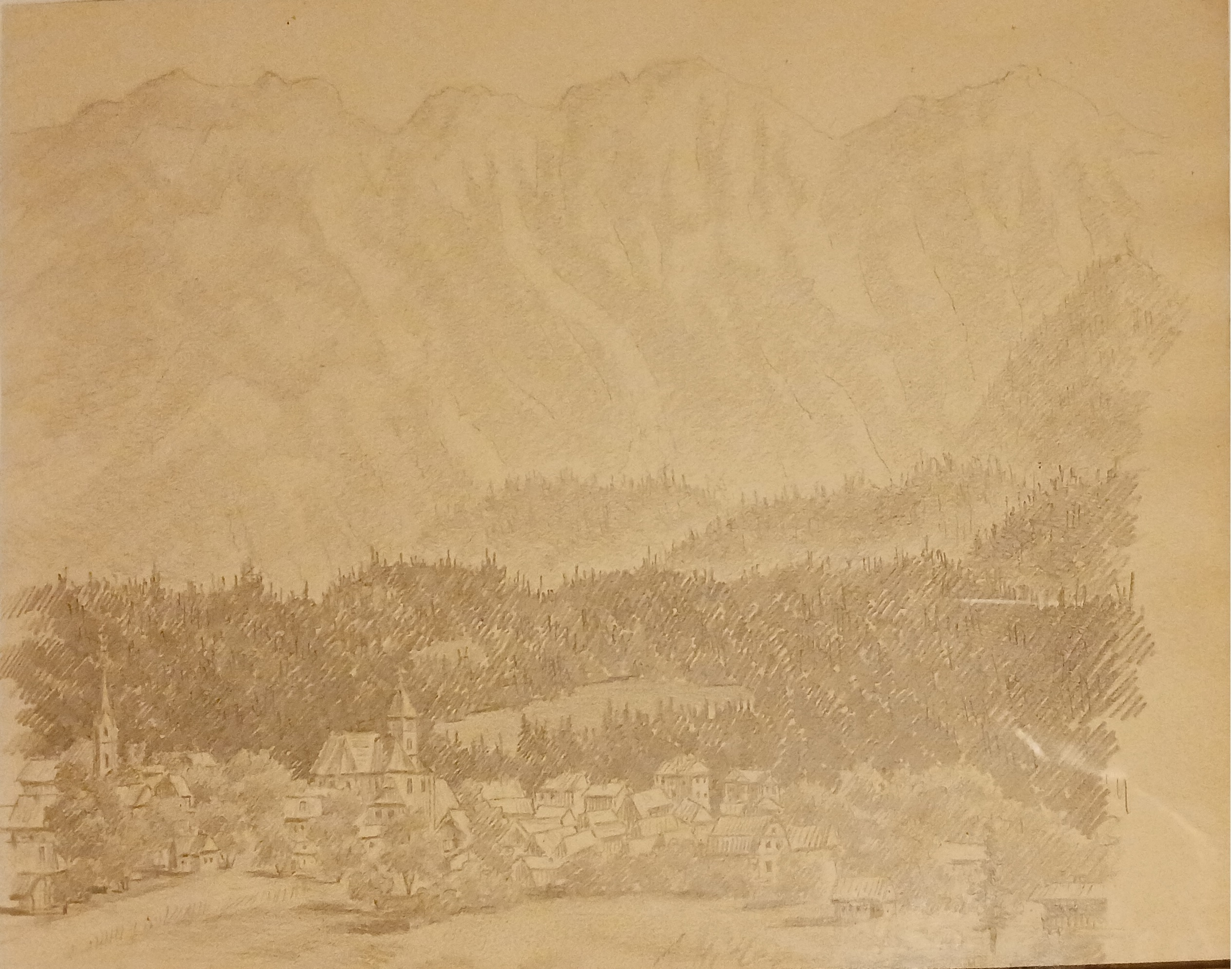
연필로 그린 히틀러의 그림

## 참고 문헌
- Barron, Stephanie, Degenerate art: The Fate of the Avant-Garde in Nazi Germany (Los Angeles, Calif.: Los Angeles County Museum of Art, 1991).
- Hitler, Adolf, and Ralph Manheim, Mein Kampf (Boston: Houghton Mifflin Company, 1943).
- Price, Billy, Hitler: The Unknown Artist (Houston, Texas: Billy F. price Publishing Co., 1983).
- Snyder, Charles, The Real Deal – Adolf Hitler Original Artworks, retrieved 10 June 2014.
- Zalampas, Sherree Owens, Adolf Hitler: A Psychological Interpretation of his Views on Architecture, Art, and Music (Bowling Green, Ohio: Bowling Green University Popular Press, 1990). ISBN 978-0879724870

## 추가 읽기
- Bennardo, Francesco (2019). 《Il Diavolo e l'Artista. Le passioni artistiche dei giovani Mussolini, Stalin, Hitler》 (이탈리아어). Tralerighe. ISBN 9788832870749.
- Pastore, Stephen R. (2013). 《The Art of Adolf Hitler: A Study of His Paintings and Drawings》. Grand Oak Books.
- Price, Billy F. (1984). 《Adolf Hitler: The Unknown Artist》. Stephen Cook. ISBN 978-0-9612894-0-9.
- Price, Billy F. (1983). 《Adolf Hitler als Maler und Zeichner: ein Werkkatalog der Ölgemälde, Aquarelle, Zeichnungen und Architekturskizzen》. Gallant Verlag. ISBN 978-3-277-00103-1.
- Spotts, Frederic (2004). 《Hitler and the Power of Aesthetics》. The Overlook Press. 123–147쪽. ISBN 1-58567-507-5.